# Castillo de Antirio
El castillo de Antirio (o castillo de Roumeli) es una fortificación ubicada en Grecia. Está construido en el punto más meridional de la prefectura de Etoloakarnania, en Antirio, concretamente junto al puente de Río-Antirio donde se minimiza la distancia entre Grecia Central y el Peloponeso y su ubicación es estratégica. Durante la temporada de verano, el Ministerio de Cultura pone a disposición el castillo para la organización de eventos culturales y de entretenimiento, como conciertos y representaciones teatrales.

## Descripción
El castillo de Antirio, influenciado principalmente por la arquitectura veneciana, tiene forma hexagonal en su planta, con baluartes poligonales en sus esquinas y está bañado por el mar en tres de sus lados. Los muros tienen 8 metros de altura, con una ligera pendiente hacia el interior, y a lo largo de ellos hay bocas de cañón frente al mar, mientras que en el pasado había un foso, que ahora está bloqueado, para aislar la fortaleza de la tierra. En el lado noroeste está la puerta central con barrotes que conduce al interior del castillo a través de un arco.
La fortaleza fue construida en 1499, durante un período de 3 meses, junto al castillo de Río por orden del Sultán Bayezid II, quien se dio cuenta de la ventaja estratégica que los castillos opuestos ofrecerían al cruzar el fuego para impedir el paso de los barcos enemigos. en el paso del mar. En 1532, el castillo fue asediado por el almirante genovés Andrea Doria y los otomanos, sucumbiendo al asedio, lo volaron por los aires. Sin embargo, un año después, los otomanos reforzaron el castillo. En 1603 el castillo fue destruido por los Caballeros de Malta, pero los otomanos lo reconstruyeron. En 1687, los otomanos se vieron nuevamente obligados a volar el castillo en su intento de escapar del ataque de Francesco Morosini, mientras que en el mismo año fue reconstruido según los planos de los ingenieros venecianos. En 1699 el Tratado de Karlowitz cedió la fortaleza a los otomanos hasta 1829 cuando la fortaleza fue entregada a los griegos mediante el tratado firmado por Augustinos Kapodistrias.